# Qui m'aime me suive
Pour plus de détails, voir Fiche technique et Distribution.
Qui m'aime me suive est un film français réalisé par Benoît Cohen, sorti en 2006.

## Synopsis
« Max », Maxime Maréchal, médecin trentenaire réputé, mène avec sa femme Anna, une avocate, une vie bourgeoise aisée et sans surprises jusqu’au jour où il envoie tout paître pour réaliser son rêve : chanter dans un groupe de rock. Il va, par la même occasion, bouleverser la vie de tout son entourage…

## Fiche technique
- Titre : Qui m'aime me suive
- Réalisation : Benoît Cohen
- Scénario : Benoît Cohen et Éléonore Pourriat
- Musique : Léonard Vindry réalisée par Sodi, BO - 1 CD édité chez Virgin en (2006)
- Supervision musicale : Sodi
- Photographie : Bertrand Mouly
- Son : Jean-Luc Audy
- Décors : Xavier Lavant
- Montage : Marine Deleu
- Costumes : Anne Laval
- Cascades : Jean-Louis Airola et Gilles Conseil
- Pays de production :  France
- Production : Benoît Cohen et Matthieu Prada
- Sociétés de production : Shadows Films, Soficinéma, Canal+, Cinécinéma, MultiThématiques, Procirep , Angoa-Agicoa
- Distribution : Pyramide Distribution (France et ventes internationales), Les Films de l'Élysée ( Belgique et  Luxembourg)
- Format : couleur - 1.85:1 - 35 mm - Kodak
- Son : Dolby SRD
- Langue : français
- Genre : comédie
- Durée : 100 minutes (1 h 40)
- Visa d'exploitation n° 109 447
- Dates de sortie[1] :
  - France : 9 juin 2006, avant-première au Festival du film de Cabourg et sortie nationale le 5 juillet 2006 - 85 199 entrées
  - Belgique et Luxembourg : 9 août 2006 - 4 076 entrées

## Distribution
- Mathieu Demy : Max
- Éléonore Pourriat : Chine
- Julie Depardieu : Praline
- Romane Bohringer : Anna
- Mathias Mlekuz : Jojo
- Fabio Zenoni : Felipe
- Warren Zavatta : Apache
- Rufus : Jean-Pierre
- Thomas Chabrol : Jean-Jacques
- Elisabeth Margoni : Monique
- Sodi Zarma : le curé
- Chantal Banlier : Françoise
- Alban Guitteny : le frère de Max
- Célia Granier-Deferre : Isa
- Aurelio Cohen : l’enfant générique
- Jean-Paul Bonnaire : M. Benamou
- Jacques Dereux : Le barman
- Raphaël de Andreis : Raphaël
- Jérôme Basselier : Jérôme
- Philomène Cohen : Loulou
- Virginie Person : La sage-femme
- Pierre Bénézit : Le serveur café
- Jean-Luc Audy : L'ingénieur du son
- Bruno Wacrenier : Le marionnettiste
- Céline Menville : La réceptionniste London Records
- Léonard Vindry : Laurent Panier
- Alain Fromager : Pichito Vargas
- Ronald Martinez : Le responsable de la salle
- Rivka Braun : Tante de Felipe #1
- Dolorès Maître : Tante de Felipe #2

## Lieux de tournage
- Paris[2] : 
  - 1er arrondissement : Boulevard du Palais,
  - 2e arrondissement : Boulevard des Capucines,
  - 3e arrondissement : Rue Vieille-du-Temple, Rue de Bretagne, Rue des Archives - dont l'Hôtel Molay ,
  - 4e arrondissement : Quai aux Fleurs, Quai de la Corse, Rue des Hospitalières-Saint-Gervais, Rue des Blancs-Manteaux, Quai du Marché-Neuf, Rue du Marché-Palu,
  - 5e arrondissement : Rue du Puits-de-l'Ermite, Rue des Fossés-Saint-Bernard, Rue du Gril, Rue Georges-Desplas, Rue Linné, rue de l'Abbé de l'épée, Quai de Montebello (Berges), Rue du Petit-Pont, Rue Monge, Rue du Cardinal-Lemoine,
  - 6e arrondissement : Rue Auguste-Comte,
  - 8e arrondissement : Rue Jean-Goujon, Place François-Ier, Place de la Reine-Astrid, Chapelle Notre-Dame-de-Consolation de Paris,
  - 9e arrondissement : Rue de Caumartin, l'Olympia (Boulevard des Capucines),
  - 10e arrondissement : Hôpital Saint-Louis (Rue Bichat),
  - 11e arrondissement : Rue de Charonne, Rue Amelot dont l'hôtel Home Plazza, le Bataclan (Boulevard Voltaire), Radio J (Boulevard Richard-Lenoir),
  - 13e arrondissement : Clinique Jeanne d'Arc (Rue Ponscarme),
  - 14e arrondissement : Rue Henri-Barbusse, Rue Méchain, Hôpital Cochin (Rue du Faubourg-Saint-Jacques),
  - 18e arrondissement : Rue Henri-Huchard (Hôpital Bichat-Claude-Bernard),
- Saint-Cyr-sur-Mer,
- Val-de-Marne : Charenton-le-Pont (tribunal d'instance),
- Val-d'Oise[3] (Cergy-Pontoise[4], Valmondois[5])

## Nominations
- Festival du film de Cabourg - Journées romantiques 2006 :
  - Grand Prix
  - Mention spéciale du Jury
  - Prix de la Jeunesse
  - Mention spéciale du Jury jeunesse

## Bande originale
Sauf indication contraire, les informations mentionnées dans cette section peuvent être confirmées par le générique de fin de l'œuvre audiovisuelle présentée ici, ainsi que par la base de données cinématographiques IMDb,  présente dans la section « Liens externes ».
- Chansons originales : Pour le bonheur, Petits arrangements, Je t’aime et voilà, L’Homme invivable, Encore l’amour, Salomé, La Clef, Qui m’aime me suive, paroles et musique de Léonard Vindry
- Musiques additionnelles : 
  - La Déclaration d'amour, paroles et musique de Michel Berger
  - Je suis mort qui, qui dit mieux, paroles et musique de Jacques Higelin
  - Quand recevrons-nous des renforts, mon âme ?, paroles et musique de Jacques Bertin
  - Kyrie, Petite messe solennelle, de Rossini